# Akari Kurishima
Akari Kurishima (jap. 栗島 朱里, Kurishima Akari; * 14. September 1994 in der Präfektur Chiba) ist eine japanische Fußballspielerin.

## Karriere

### Verein
Kurishima spielte in der Jugend für die Urawa Reds Ladies. Sie begann ihre Karriere bei Urawa Reds Ladies.

### Nationalmannschaft
Kurishima wurde 2019 in den Kader der japanischen Nationalmannschaft berufen und kam bei der Ostasienmeisterschaft zum Einsatz. Sie absolvierte ihr erstes Länderspiel für die japanischen Nationalmannschaft am 11. Dezember gegen Taiwan.

## Erfolge

### Nationalmannschaft
- Fußball-Ostasienmeisterschaft der Frauen: 2019

### Verein
Urawa Reds Ladies
- Nihon Joshi Soccer League: 2014